# ルイス・ファビアーノ・クレメンチ
ルイス・ファビアーノ・クレメンチ（Luís Fabiano Clemente, 1980年11月8日 - ）は、ブラジル・サンパウロ州カンピーナス出身の元サッカー選手。元ブラジル代表。現役時代のポジションはフォワード。

## 経歴

### 初期
1980年11月8日、ブラジルサンパウロ州のカンピーナスに生まれる。両親から十分な愛情を注がれずに育ち、反抗的な少年時代を過ごした。当時の幼馴染は、「ルイス・ファビアーノはすぐに感情的になり、みんなから嫌われた近所の鼻つまみ者で、サッカーも下手だった」と語った。ロマーリオを憧れていた。14歳でグアラニFCの15歳以下のチームのテストに合格するも、コーチやチームメイトと合わず、半年で退団。15歳の時イトゥアーノFCの17歳以下のチームに入団すると、ここのコーチから高い評価を受け、コーチと共にAAポンチ・プレッタに加入した。17歳になると、ほどなくプロ契約を交わし、18歳の時にトップチームに上がるとサンパウロ州リーグでデビューを果たした。
2000年にはフランスのスタッド・レンヌFCに移籍するも、ピッチの内外で馴染めずに、半年で母国のサンパウロFCにレンタル移籍した。サンパウロでの半年間は結果を残すも、再び戻ったレンヌでは活躍できず、2002年にサンパウロに完全移籍した。
サンパウロFCでは優れた得点感覚やポジショニングの強さを発揮してゴールを量産し、チームの象徴的な選手となった。2003年のカンピオナート・ブラジレイロで得点王を獲得し、2004年のコパ・リベルタドーレスでも得点王になった。サンパウロでは数々の乱闘を起こし、ファビアーノには悪役のイメージが付きまとった。2003年のコパ・スダメリカーナ・リーベル・プレート戦では相手選手に後ろからカンフーキックを見舞い、3試合の大会出場停止処分が下された。

### FCポルト
2004年夏にスーペル・リーガのFCポルトに移籍した。ポルトが支払った移籍金は187万5000ユーロであり、ポルトが権利の25%を、グローバル・サッカー・インベストメント社が権利の75%を保有する複雑な契約だった。そこでコパ・アメリカ2004をともに戦ったジエゴと再会したが、22試合出場3得点に終わった。

### セビージャFC
2005年夏、リーガ・エスパニョーラのセビージャFCに移籍し、背番号10番を背負った。2006年5月10日、UEFAカップ決勝のミドルスブラFC戦でヘディングゴールを決めた。2007年1月、レアル・サラゴサとの試合中にカルロス・ディオゴと殴り合いの喧嘩を起こし、リーグ戦5試合の出場停止処分を受けた。2006-07シーズンはリーグ戦で24得点（このうち2点はPK）を決めて ピチーチ賞（得点王）争いに加わり、27得点のダニエル・グイサに次ぐ得点ランク2位につけた。この活躍で再び代表に招集されるようになった。2008年11月29日のFCバルセロナ戦ではセルヒオ・ブスケツに肘打ちしてレッドカードを受け、クラブのスタッフが止めに入らなければならないほど激昂した。2009年にはクラブとの契約を2011年まで延長した。2009年7月4日にはACミランが公式なオファーを出し、ファビアーノは移籍を容認するようクラブに嘆願したとされているが、セビージャは移籍を認めなかった。2010年8月30日には契約を2013年まで延長し、移籍の噂を立ち切った。

### サンパウロFCに復帰
2011年3月11日に古巣のサンパウロFCに4年契約、移籍金は760万ユーロ（約8億6500万円）復帰が発表された。

### 天津権健
2015年12月23日、中国の天津松江(現・天津権健)に加入することを自身のSNSで発表した。2016年シーズンは中国甲級で29試合に出場し23得点を記録し、得点王とMVPを受賞した。

### ヴァスコ・ダ・ガマ
2017年2月17日、ヴァスコ・ダ・ガマへ移籍した。

### 代表
2003年6月11日のナイジェリアとの親善試合でブラジル代表デビューし、初得点も決めた。2003年にはFIFAコンフェデレーションズカップ2003に招集されたが、出場機会はなかった。2004年にはコパ・アメリカ2004に出場し、全5試合にFWアフォンソ・アウヴェスとともに先発出場した。
コパ・アメリカ2004後はFCポルトとセビージャFCでの不調などから3年以上代表に招集されなかったが、セビージャでの好調が買われて2007年11月18日の2010 FIFAワールドカップ・南米予選・ペルー戦で復帰した。復帰第2戦のウルグアイ戦には先発出場し、先制された後に2得点を挙げて勝利に貢献し、FWロビーニョなどとともにレギュラーポジションを勝ち取った。2008年11月19日、ブラジリアで行われたポルトガルとの親善試合では代表で初めてハットトリックを達成し、6-2での大勝に一役買った。2009年夏にはFIFAコンフェデレーションズカップ2009に出場し、イタリア戦で2得点を挙げると、決勝のアメリカ戦では2点のビハインドから2得点を挙げて同点に追いつき、ブラジルの優勝に貢献した。大会を通じて5得点を挙げてゴールデンブーツ（得点王）とシルバーボール（最優秀選手次点）に輝いた。
2009年9月の2010 FIFAワールドカップ予選アルゼンチン戦では宿敵から2得点を奪い、本大会出場を確定させた。2010年に南アフリカで開催されたワールドカップ本大会グループリーグコートジボワール戦では代表で9ヶ月ぶりのゴールを含む2得点を挙げたが、2点目は2度のハンドの反則が疑われる得点だった。試合後にはハンドを認め、「聖なる手が助けてくれた」と表現した。決勝トーナメント1回戦のチリ戦でも得点したが、準々決勝でオランダに敗れた。

## 個人成績
2017年1月10日時点
| クラブ             | シーズン | 国内リーグ | 国内リーグ | 国内カップ | 国内カップ | 大陸別カップ | 大陸別カップ | 通算 | 通算 |
| クラブ             | シーズン | 出場       | 得点       | 出場       | 得点       | 出場         | 得点         | 出場 | 得点 |
| ------------------ | -------- | ---------- | ---------- | ---------- | ---------- | ------------ | ------------ | ---- | ---- |
| AAポンチ・プレッタ | 1998     | 7          | 2          | –          | –          | –            | –            | 7    | 2    |
| AAポンチ・プレッタ | 1999     | 5          | 1          | –          | –          | –            | –            | 5    | 1    |
| スタッド・レンヌFC | 2000-01  | 11         | 0          | –          | –          | –            | –            | 11   | 0    |
| サンパウロFC       | 2001     | 22         | 9          | 4          | 5          | 7            | 2            | 33   | 16   |
| サンパウロFC       | 2002     | 23         | 19         | –          | –          | –            | –            | 23   | 19   |
| サンパウロFC       | 2003     | 34         | 29         | 8          | 8          | 4            | 1            | 46   | 38   |
| サンパウロFC       | 2004     | 8          | 5          | –          | –          | 12           | 8            | 20   | 13   |
| FCポルト           | 2004-05  | 22         | 3          | –          | –          | 5            | 0            | 27   | 3    |
| セビージャFC       | 2005–06  | 23         | 5          | 2          | 0          | 12           | 2            | 37   | 7    |
| セビージャFC       | 2006–07  | 26         | 10         | 3          | 1          | 9            | 4            | 38   | 15   |
| セビージャFC       | 2007–08  | 30         | 24         | 4          | 2          | 10           | 8            | 44   | 34   |
| セビージャFC       | 2008–09  | 26         | 8          | 7          | 7          | 4            | 2            | 37   | 17   |
| セビージャFC       | 2009–10  | 23         | 15         | 6          | 4          | 6            | 2            | 34   | 21   |
| セビージャFC       | 2010–11  | 21         | 10         | 7          | 1          | 8            | 2            | 33   | 13   |
| サンパウロFC       | 2011     | 10         | 6          | –          | –          | 2            | 1            | 12   | 7    |
| サンパウロFC       | 2012     | 22         | 17         | 9          | 8          | 5            | 1            | 36   | 26   |
| サンパウロFC       | 2013     | 24         | 6          |            |            |              |              |      |      |
| サンパウロFC       | 2014     | 23         | 9          |            |            |              |              |      |      |
| サンパウロFC       | 2015     | 22         | 8          |            |            |              |              |      |      |
| 天津権健           | 2016     | 28         | 22         | 1          | 1          |              |              |      |      |
| 通算               | 通算     | 412        | 208        |            |            |              |              |      |      |

## 代表歴

### 出場大会
- ブラジル代表
  - 2010 FIFAワールドカップ

### 試合数
- 国際Aマッチ 45試合 27得点（2003年-2013年）[20]

| ブラジル代表 | 国際Aマッチ | 国際Aマッチ |
| 年           | 出場        | 得点        |
| ------------ | ----------- | ----------- |
| 2003         | 3           | 1           |
| 2004         | 9           | 4           |
| 2005         | 0           | 0           |
| 2006         | 0           | 0           |
| 2007         | 2           | 2           |
| 2008         | 9           | 6           |
| 2009         | 13          | 11          |
| 2010         | 7           | 3           |
| 2011         | 0           | 0           |
| 2012         | 1           | 0           |
| 2013         | 1           | 0           |
| 通算         | 45          | 27          |

### 得点
2010年7月2日時点
| #   | 日時           | 場所                 | 対戦相手         | 最終結果 | 大会                                 |
| --- | -------------- | -------------------- | ---------------- | -------- | ------------------------------------ |
| 1.  | 2003年6月11日  | アブジャ             | ナイジェリア     | 3–0      | 親善試合                             |
| 2.  | 2004年4月28日  | ブダペスト           | ハンガリー       | 4–1      | 親善試合                             |
| 3.  | 2004年4月28日  | ブダペスト           | ハンガリー       | 4–1      | 親善試合                             |
| 4.  | 2004年6月6日   | サンティアゴ         | チリ             | 1–1      | 2006 FIFAワールドカップ・南米予選    |
| 5.  | 2004年7月8日   | アレキパ             | チリ             | 1–0      | コパ・アメリカ2004                   |
| 6.  | 2004年7月14日  | アレキパ             | パラグアイ       | 1–2      | コパ・アメリカ2004                   |
| 7.  | 2007年11月21日 | サンパウロ           | ウルグアイ       | 2–1      | 2010 FIFAワールドカップ・南米予選    |
| 8.  | 2007年11月21日 | サンパウロ           | ウルグアイ       | 2–1      | 2010 FIFAワールドカップ・南米予選    |
| 9.  | 2008年5月31日  | シアトル             | カナダ           | 3–2      | 親善試合                             |
| 10. | 2008年9月7日   | サンティアゴ         | チリ             | 3–0      | 2010 FIFAワールドカップ・南米予選    |
| 11. | 2008年9月7日   | サンティアゴ         | チリ             | 3–0      | 2010 FIFAワールドカップ・南米予選    |
| 12. | 2008年11月19日 | ブラジリア           | ポルトガル       | 6–2      | 親善試合                             |
| 13. | 2008年11月19日 | ブラジリア           | ポルトガル       | 6–2      | 親善試合                             |
| 14. | 2008年11月19日 | ブラジリア           | ポルトガル       | 6–2      | 親善試合                             |
| 15. | 2009年4月1日   | ポルト・アレグレ     | ペルー           | 3–0      | 2010 FIFAワールドカップ・南米予選    |
| 16. | 2009年4月1日   | ポルト・アレグレ     | ペルー           | 3–0      | 2010 FIFAワールドカップ・南米予選    |
| 17. | 2009年6月6日   | モンテビデオ         | ウルグアイ       | 4–0      | 2010 FIFAワールドカップ・南米予選    |
| 18. | 2009年6月15日  | ブルームフォンテーン | エジプト         | 4–3      | FIFAコンフェデレーションズカップ2009 |
| 19. | 2009年6月21日  | プレトリア           | イタリア         | 3–0      | FIFAコンフェデレーションズカップ2009 |
| 20. | 2009年6月21日  | プレトリア           | イタリア         | 3–0      | FIFAコンフェデレーションズカップ2009 |
| 21. | 2009年6月28日  | ヨハネスブルク       | アメリカ合衆国   | 3–2      | FIFAコンフェデレーションズカップ2009 |
| 22. | 2009年6月28日  | ヨハネスブルク       | アメリカ合衆国   | 3–2      | FIFAコンフェデレーションズカップ2009 |
| 23. | 2009年8月12日  | タリン               | エストニア       | 1–0      | 親善試合                             |
| 24. | 2009年9月5日   | ロサリオ             | アルゼンチン     | 3–1      | 2010 FIFAワールドカップ・南米予選    |
| 25. | 2009年9月5日   | ロサリオ             | アルゼンチン     | 3–1      | 2010 FIFAワールドカップ・南米予選    |
| 26. | 2010年6月20日  | ヨハネスブルク       | コートジボワール | 3–1      | 2010 FIFAワールドカップ              |
| 27. | 2010年6月20日  | ヨハネスブルク       | コートジボワール | 3–1      | 2010 FIFAワールドカップ              |
| 28. | 2010年6月28日  | ヨハネスブルク       | チリ             | 3–0      | 2010 FIFAワールドカップ              |

## タイトル

### クラブ
サンパウロFC
- リオ-サンパウロ・トーナメント: 2001

FCポルト
- インターコンチネンタルカップ:2004

セビージャFC
- UEFAカップ:2006、2007
- UEFAスーパーカップ:2006
- コパ・デル・レイ:2007、2010
- スーペルコパ・デ・エスパーニャ:2007

### 代表
ブラジル代表
- コパ・アメリカ:2004
- FIFAコンフェデレーションズカップ:2009

### 個人
- ブラジル全国選手権得点王:2002
- ブラジル全国選手権ベストイレブン:2003
- サンパウロ州選手権得点王:2003
- コパ・リベルタドーレス得点王:2004
- コパ・デル・レイ得点王2009
- FIFAコンフェデレーションズカップ ゴールデンシュー:2009（5得点）
- FIFAコンフェデレーションズカップ シルバーボール:2009
- FIFAコンフェデレーションズカップ ベストイレブン:2009